# A9-es autópálya (Olaszország)
Az A9-es autópálya Milánót köti össze Comóval, illetve a svájci határral. Másik neve az Autostrada dei Laghi , azaz a Tavak autópályája.

## Útvonal
| MILÁNÓ - COMO - CHIASSO Autostrada dei Laghi |                                                                      |      |      |            |            |
| Típus                                        | Jelölés                                                              | ↓km↓ | ↑km↑ | Megye      | Európai út |
|                                              | A8 (autópálya, Olaszország)Milánó - Varese                           | 10,3 | 31,5 | MI         |            |
|                                              | Origgio-Uboldo                                                       | 12,0 | -    | VA         |            |
|                                              | Saronno                                                              | 15,7 | 26,1 | VA         |            |
|                                              | Turate                                                               | 19,0 | 22,8 | CO         |            |
|                                              | Lomazzo Sud (1)                                                      | 23,7 | -    | CO         |            |
|                                              | Lomazzo                                                              | 25,4 | 16,4 | CO         |            |
|                                              | "Lario" pihenőhely                                                   | 27,6 | 14,2 | CO         |            |
|                                              | Fino Mornasco € 0,70                                                 | 29,8 | 12,0 | CO         |            |
|                                              | Barriera Como Grandate autópályadíj € 2,00                           | 33,0 | 8,8  | CO         |            |
|                                              | Como Sud                                                             | 33,8 | 9,0  | CO         |            |
|                                              | Como Monte Olimpino (2)                                              | 39,4 | -    | CO         |            |
|                                              | Como Nord (3)                                                        | 41,1 | 0,7  | CO         |            |
|                                              | határátkelőhely Como Brogeda "Brogeda" pihenőhely Államhatár - Svájc | 41,8 | 0,0  | CO         |            |
|                                              | A2 autópálya (Svájc)Lugano Chiasso - San Gottardo - San Bernardino   | -    | -    | Ticino\|TI |            |

(1) részleges elágazás (az északi szakaszon lehajtó, a déli szakaszon felhajtó) 

(2) részleges elágazás (lehajtás csak az északi szakaszon) 

(3) lehajtás mindkét irányban, felhajtás csak Milánó felé

## Fordítás
Ez a szócikk részben vagy egészben  az   Autostrada A9 című olasz Wikipédia-szócikk fordításán alapul.  Az eredeti cikk szerkesztőit annak laptörténete sorolja fel. Ez a jelzés csupán a megfogalmazás eredetét és a szerzői jogokat jelzi, nem szolgál a cikkben szereplő információk forrásmegjelöléseként.